# Hyrule
Hyrule is een fictief koninkrijk, dat voorkomt in de meeste computerspellen uit de serie van The Legend of Zelda. Het land is de vestigingsplaats van protagonist Link, een hyliaanse jongen, in veel verwarring van andere series, is link oorspronkelijk een hylian, hij is alleen opgegroeid bij de elfen (ocarina of time). Tijdens de gebeurtenissen van het eerste spel uit de serie: The Legend of Zelda, doorkruist Link de wereld van Hyrule, op zoek naar negen verspreide kerkers die elk een soort kwaad bezitten dat uitgeroeid moet worden. Het concept van de kerkers werd later ook toegepast in de andere delen van de serie.
Binnen Hyrule zijn er verschillende gebieden, waaronder de Lost Woods, Kakariko Village, Death Mountain en Lake Hylia. Deze gebieden keren in meerdere delen uit de reeks terug zoals in de games: The Legend of Zelda, A Link to the Past, Ocarina of Time, Twilight Princess en Spirit Tracks. In andere delen speelt het verhaal zich echter af in een ander land dan Hyrule. Een voorbeeld is het spel Link's Awakening, dat zich afspeelt op Koholint Island, en het spel Majora's Mask, waarin Termina als land centraal staat. Ook de spellen Oracle of Seasons en Oracle of Ages spelen zich af op een andere locatie, respectievelijk Holodrum en Labrynna. De spellen The Wind Waker en Phantom Hourglass vinden plaats in de wereld van de Great Sea, een overstroomd Hyrule.
Hyrule werd gecreëerd door de godinnen Din, Farore en Nayru. Volgens de legende van Hylian, die in het spel Ocarina of Time wordt uitgelegd, creëerde Din de psychologische geografie van het rijk, Nayru de regels en wetten, en Farore de menselijke beschaving die de wetten, regels en fauna en flora moesten verdedigen. Wanneer de godinnen hun taak hadden vervuld, keerden ze terug naar de hemel en lieten elk een gouden driehoek achter. In deze driehoeken verborgen ze hun krachten, zodat ze over alles konden regeren; de relikwie stond later bekend als de Triforce en het rijk werd genoemd naar de dominerende beschaving van Hyrule: de Hylia.

## Hylian
Het Hylian is de officiële taal van Hyrule, die toegepast wordt in verscheidene Zeldaspellen. De taal dook voor het eerst op in A Link to the Past, waar het voorgesteld werd als "de oude taal der Hylians". In dit spel bestaat het Hylian in zijn geschreven tekst uit symbolen, die Link moet vertalen om zijn queeste te kunnen voortzetten in het spel. In de spellen Ocarina of Time en Majora's Mask lijkt het Hylian nogal scriptisch. Tijdens de intro van The Wind Waker duiken er continu beelden op met tekst, geschreven in het Hylian, en ook de drie geesten uit het spel (Jabun, Valoo en de Deku Tree) beheersen de taal. Wanneer het spel wordt voltooid, is er een optie voor de speler die tijdens een tweede avontuur (spelbestand) alle Hylianteksten zal vertalen naar het Engels. In Japan werd een uitleg op het Hylianalfabet gedrukt op de achterkant van de handleiding van het spel. Deze liet zien dat de taal geschreven wordt zoals het Japans, alleen met andere symbolen.

## Geografie
Het land van Hyrule kent meerdere thematische gebieden, met steeds andere personages en vijanden. Naarmate Link vordert gedurende zijn queeste, zal hij steeds meer en nieuwe gebieden ontdekken, met telkens ook weer andere uitdagingen. Meestal moeten alle gebieden doorkruist worden om het spel tot een goed einde te brengen.
- Death Mountain: een recurrent gebied, gesitueerd in het oosten van Hyrule (in de Wii-versie van Twilight Princess in het westen) en voor het eerst voorkomend in het originele spel: The Legend of Zelda. Soms is het een gewone berg, maar op andere momenten verandert Death Mountain in een (uitbarstende) vulkaan. Op de berg wonen de Gorons, mensachtige rotseters die veelvoudig in de serie terugkeren. Death Mountain kent verschillende grotten en kerkers, zoals Ganon's lair in The Legend of Zelda en Goron City, de Fire Temple en Dodongo's Cavern in Ocarina of Time. In Twilight Princess staan de Goron Mines dan weer centraal in het gebied.

- Ganon's Tower: een gigantisch toren, gelegen in de Dark World. In A Link to the Past staat Ganon's Tower bovenop Death Mountain in de Dark World. Net op dezelfde plaats, in de Light World staat de Tower of Hera. Link slaagt erin om Ganon's alter-ego Agahnim uit te schakelen op de top van de toren, maar Ganon rijst op uit de brokstukken en vliegt vervolgens naar de Pyramid, waar Link hem uiteindelijk verslaat. In Ocarina of Time, zeven jaar verder in de tijd, is Hyrule Castle getransformeerd in Ganon's Castle als een donker fort, zwevend boven een meer van kolkende lava. Wanneer Link ontwaakt, zijn de zes Sages in staat op een regenboogbrug over de lava te laten heenlopen waardoor Link de ingang van Ganon's Tower kan bereiken. In het kasteel moet Link zes magische barrières vernietigen, die elk gebaseerd zijn op een kerker of tempel uit het spel. Bovenaan de toren moet Link het opnemen tegen Ganondorf. Wanneer hij verslagen wordt in Ocarina of Time, wordt de gehele toren in puin gelegd en Link moet samen met Princess Zelda veilig een weg naar beneden proberen te vinden. In de ruïnes van het kasteel moet Link het opnieuw opnemen tegen Ganon, alleen is hij nu getransformeerd in een monster. In The Wind Waker ligt Ganon's Tower aan het einde van een gebroken weg, die leidt naar Hyrule Castle. De ingang van de weg wordt geblokkeerd door een magische barrière, die enkel door het Master Sword verdrongen kan worden. De Toren kent een ondergronds doolhof en een geheim portaal naar het Forsaken Fortress. In Ganon's Tower moet Link het opnieuw opnemen tegen de vier eindbazen van het spel, Puppet Ganon en ten slotte Ganondorf zelf, die hem opwacht aan de top van de toren.

- Hyrule Castle: de thuisbasis van de koninklijke familie van Hyrule. Het kasteel kwam voor het eerst voor in A Link to the Past en staat meestal centraal gelegen in de wereld van Hyrule. Link zal in de spellen gedurende zijn queeste geregeld een bezoek brengen aan het kasteel om een welbepaalde opdracht te volbrengen.

- Hyrule Field: het land van Hyrule in zijn geheel, dat gezien wordt als het overgangsgebied en verbinding tussen de verschillende geografische locaties in Hyrule. Hyrule Field komt in alle Zeldaspellen voor, met Hyrule als officiële spelwereld. In de aanwezige bomen, struiken, gaten, rotsen en gras kunnen soms waardevolle objecten gevonden worden, die Link kan gebruiken in zijn verdere avontuur. Vele vijanden hebben zich gevestigd in Hyrule Field en dragen elk een kleine beloning met zich mee, die Link kan oprapen als de vijand verslagen wordt. In A Link to the Past en Four Swords Adventures is Hyrule Field gedeeltelijk verstrikt met moerasachtig gebied.

- Kakariko Village: een dorp in het land Hyrule en kwam voor het eerst voor in A Link to the Past. Sindsdien dook het dorp regelmatig op in andere spellen uit de serie, waaronder: Ocarina of Time, Four Swords Adventures en Twilight Princess. Het dorp heeft drie winkels zoals barnes bombs malo mart en  nog een winkeltje van een jonge goron dat alleen 's nachts open is.

- Lake Hylia: een groot meer, gelegen in de wereld van Hyrule en bestaande uit watervallen en rivieren. De plek is de thuisbasis van de Zora, een vredig en mensachtig ras. In Twilight Princess bevindt zich hier alleen maar de tempel van de Zora.

- Zora Domain: komt alleen voor in Ocarina of Time en Twilight Princess, hier is het de woonplaats van de Zora. Het is een paradijselijk meer, waar zich ook de bron van Lake Hylia bevindt.
- Lost Woods: een doolhofachtig bos dat voorkomt in sommige spellen uit de Zelda-serie. In A Link to the Past en Oracle of Seasons is het de plaats waar het Master Sword verborgen ligt. In Ocarina of Time ligt de Forest Temple verborgen in de Lost Woods.